# Tabarca (Tunesien)

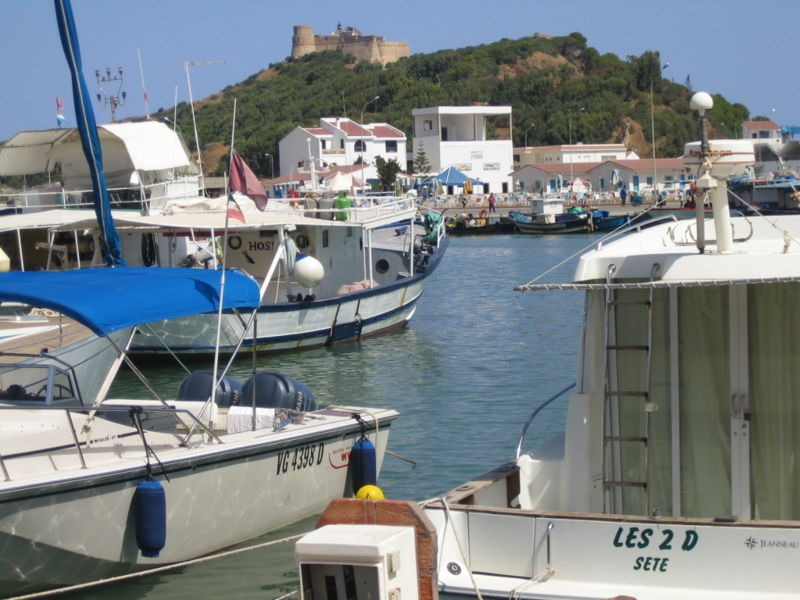
Blick vom Hafen

Tabarca (arabisch طبرقة, DMG Ṭabarqa, Phönizisch: Tabarka, Thabarka oder umgangssprachlich Barga, altgriechisch Θάβρακα Thabraka, lateinisch Thabraca) ist eine Kleinstadt im Gouvernement Jendouba an der Mittelmeerküste von Tunesien. Die Geschichte des Orts ist eng verbunden mit der Geschichte der gleichnamigen Festungsinsel Tabarca unmittelbar vor der Küste. Diese ehemalige Insel ist mittlerweile über einen Damm mit dem Festland verbunden und darf nicht mit der gleichnamigen spanischen Insel Nueva Tabarca verwechselt werden: beide Mittelmeerinseln wurden von Kolonisten ligurischer Herkunft besiedelt.
Tabarca mit seinen etwa 15.000 Einwohnern liegt an der tunesischen Mittelmeerküste, ca. 15 km östlich der Grenze zu Algerien und 170 Kilometer von der Hauptstadt Tunis entfernt.
Tabarca ist ein Fischerort, der seit jeher auch der Korallenfischerei diente. Noch heute gibt es inzwischen geschützte Korallenbänke am Ort. Im bergigen Inland stehen Wälder, die für ihre Korkeichen bekannt sind. Tabarca ist touristisch erschlossen und besitzt einen eigenen Flughafen, einen Yachthafen und einen Golfplatz. Im Juli findet jährlich ein Jazzfestival statt, außerdem gibt es ein Festival der Unterwasserfotografie.
Der Flughafen Tabarka liegt zehn Kilometer nordöstlich der Stadt.

## Geschichte des Ortes

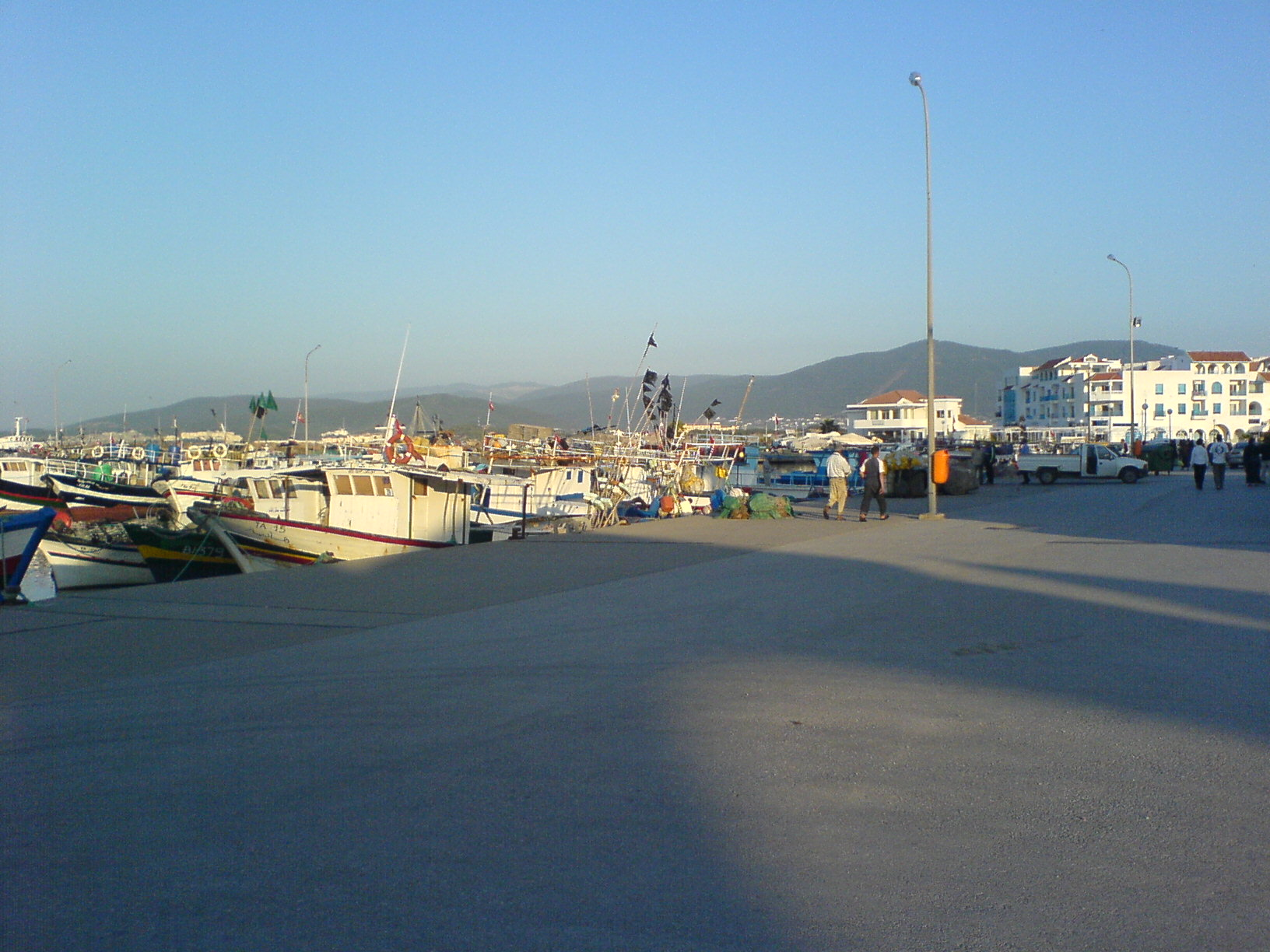
Der Hafen

Tabarca wurde im fünften Jahrhundert vor Chr. von den Phöniziern gegründet und wurde in der Folgezeit römisch. Tabarca lag als numidische Stadt in der Provinz Zeugitana. Damals war es für seinen Hafen mit Exporten numidischen Marmors aus Simitthu bekannt. Unter dem Vandalenkönig Geiserich besaß die Stadt ein christliches Kloster. Auf römischen Fundamenten steht eine Basilika aus dem 19. Jahrhundert. In einem kleinen Museum sind dort frühchristliche Mosaike, römische Münzen und anderes zu sehen. Aus türkischer Zeit stammen die Ruinen zweier Festungen.
Der spätere Präsident von Tunesien Habib Bourguiba wurde von der französischen Kolonialmacht 1952 nach Tabarca exiliert.

## Geschichte der Insel

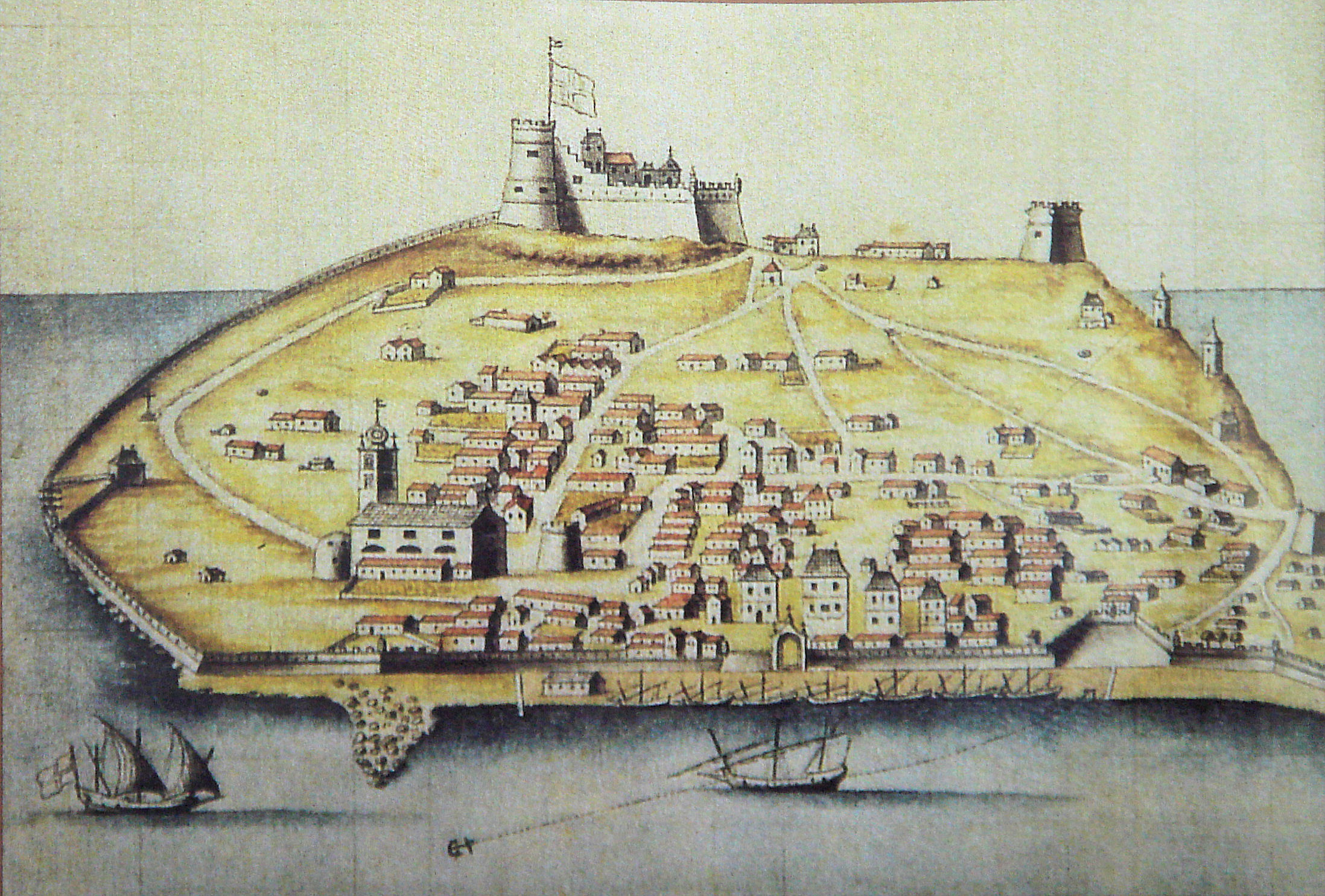
Plan der Insel Tabarka aus dem 17. Jahrhundert

1540 erwarb die in Pegli mit reichen Besitz ausgestattete Familie der Lomellini von Kaiser Karl V. eine Konzession für die Insel Tabarca vor der tunesischen Küste, für die sie einen Administrator ernennen durfte. Die Insel ist nur knapp ein viertel Quadratkilometer groß und lag 400 m vor der tunesischen Küste. Vermutlich stand die Konzession im Zusammenhang mit dem Freikauf des berüchtigten Piraten Turgut Reis um 3500 Dukaten von der genuesischen Familie Doria durch Khair ad-Din Barbarossa
Aus Pegli, einer ligurischen Stadt westlich von Genua, sind unzählige Bewohner ausgewandert. Sie gründeten Kolonien in Korsika, Sizilien, Sardinien, Alexandria (Ägypten) in der Provence und in Katalonien. Wo sie am Mittelmeer keine Kolonie hatten, trieben sie zumindest Handel. In Pegli standen die Adeligen der Lomellini in heftiger Konkurrenz zur Familie der Doria, mit der sie den Ort quasi teilte. „Lascia che se dagghe a Dòia co-a Lomellin-na“, war eine Art zu sagen, dass es besser sei, nicht in die Streitigkeiten dieser beiden führenden Familien hineinzugeraten. Um Tabarca zu kolonisieren, wurden Einwohner Peglis, Fischerleute mit dem typisch genuesischen Hang zu Abenteuer und Handel eingeladen. 300 Familien, ca. 1000 Personen zogen 1542 nach Tabarca. Dort hatten die Lomellini bereits eine Festung auf dem Gipfel errichtet. Die Kolonisten mussten die Korallen für 4,50 Lire das Pfund an die Lomellini verkaufen, die sie ihrerseits für 9,10 Lire weiter verkauften. Allerdings gab es Probleme mit den benachbarten Sarazenen unter dem Bey von Tunesien und Algerien (Schmuggel, Piraterie und Sklavenjagd). Ebenso mit Franzosen, die die Insel zu besetzen suchten bzw. die Sarazenen gegen die unliebsame Konkurrenz aufwiegelten.

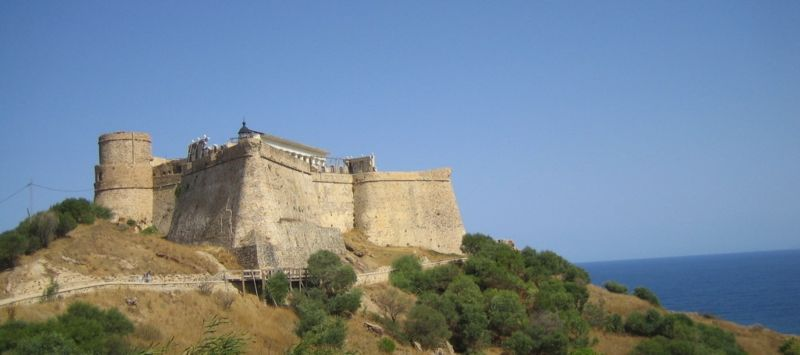
Die Festung der Lomellini auf der Insel

Im Jahr 1633 versuchte der Korse Gudicelli vergeblich die Insel zu erobern. Durch die feindlichen Aktivitäten, die fortgeschrittene Ausbeutung der Korallenbänke und die starke Überbevölkerung verlor Tabarca an Attraktivität. Es soll sogar ein Heiratsverbot unter Androhung von Verbannung gegeben haben. 1736, unter Karl Emanuel III., interessierten sich Tabarcer für die bislang unbewohnte südwestlich vor Sardinien gelegene Insel San Pietro. Ein Plan wurde gemacht, 1000 Kolonisten von Tabarca auf die neue Insel zu bringen, mit dem Versprechen die Korallen zu den bisherigen Konditionen handeln zu dürfen. Im folgenden Jahr wurde auf San Pietro die Stadt Carloforte gegründet, deren Name sich auf den regierenden König berief. 118 Familien bewohnten nun die Insel. Über die Korallenfischerei hinaus wurde der Thunfisch gejagt, Salz produziert, Landwirtschaft betrieben und die Carloforter waren bald berühmt für ihre Schiffbaukunst. Während in die aufblühende Kolonie von Carloforte viele Menschen zogen, verlor Tabarca die meisten seiner Einwohner. Die Lomellini suchten vergeblich, die Insel zu verkaufen. 1741 nahm der Bey von Tunesien die Insel mit acht Galeeren ein und verschleppte ihre etwa 900 verbliebenen Bewohner in die Sklaverei. Karl Emanuel III. zahlte ein Lösegeld von 50.000 Zechinen, doch es dauerte bis weit in die 1750er Jahre hinein, bis alle Sklaven ausgelöst waren. 1793 besetzten die Franzosen die Insel, um auf ihr einen Marinestützpunkt zu errichten. Die Spanier intervenierten und nahmen 625 Franzosen gefangen. 1798 überfiel der Bey von Tunesien erneut die Insel und nahm 800 Gefangene, 1000 weitere Bewohner konnten fliehen. Nach mehreren Lösegeldzahlungen waren die Sklaven 1803 wieder befreit. Von da an hatte die Insel Frieden.
Die Insel ist heute über einen unter den Türken errichteten Damm mit dem Festland verbunden. Die Mauern der Festung stehen bis heute. Eine weitere Kolonie wurde vor der sichereren Küste von Alicante unter dem Namen „Nueva Tabarca“ gegründet. Deren Bewohner verloren aber, im Gegensatz zu Carloforte, den engen Bezug zu Pegli und nahmen die spanische Sprache an.

## Tourismus
Tabarka war und ist ein Wochenendausflugsziel für tunesische und algerische Mittelstandsfamilien, überwiegend aus den jeweiligen Hauptstädten. In den 1990er Jahren wurde zusammen mit dem Bau des Flughafens zwischen Stadt und Flughafen auch der Golfplatz angelegt und eine großzügige Hotelzone erschlossen. Mit Blick auf die für Nordafrika ungewöhnliche, dicht bewaldete Mittelgebirgsregion im Hinterland, den Golfplatz und ein korallenreiches Tauchgebiet werden nicht nur Strandurlauber, sondern angesichts des ganzjährig milden Klimas auch Wanderer, Naturerlebnis- und Aktivurlauber angesprochen.
Das Ziel wurde in Europa jedoch nicht wie erhofft angenommen, und der Ausbau und das Wachstum kamen schon Anfang der 2000er Jahre zum Erliegen. Robinson gab seine Anlage Ende 2004 auf (wurde von MagicLife übernommen, heute – 2011/12 – ist es ein italienischer Club Valtur), und die Direktflüge aus Deutschland wurden eingestellt. Seitdem wird Tabarka nur noch aus dem französischsprachigen Raum direkt angeflogen, und dies nur in der Sommersaison. Im Winter 2011/12 war der Airport geschlossen. Tabarka ist indes ganzjährig über Tunis erreichbar.
Einen Anlauf, Tabarka als Urlaubsziel wiederzubeleben, machte 2013 eine Investorengruppe aus Katar. Sie übernahm das ehemalige Hotel Tabarka Beach und unterzog es einer umfangreichen Renovierung. Es wurde Ende 2014 als La Cigale Hotel eröffnet.